# Доклежовє
Доклежовє (словен. Dokležovje) — поселення в общині Белтинці, Помурський регіон, Словенія. Висота над рівнем моря: 182,9 м.